# صوفي ميرو
صوفي ميرو Sophie Mereau (ولدت في مارس 1770 في آلتنبورغ - وماتت في أكتوبر 1806 في هايدلبرغ) هي إحدى أديبات فترة الرومانتيكية الألمانية.

## حياتها
تلقت صوفي شوبارت (وهو لقب عائلتها) تعليما راقيا بالنسبة لما كانت تتلقاه المرأة من التعليم والثقافة في القرن الثامن عشر. ورغم ما كان لديها من تحفظات تجاه فكرة الزواج، إلا أنها تزوجت في عام 1793 لأسباب اقتصادية من بروفيسور القانون فريدريش إرنست كارل ميرو. وأنجبت منه جوستاف وهولدا. وكانت عائلة ميرو تقيم في يينا، حيث تعرفت صوفي عبر زوجها على فريدريش شيلر. وكان شيلر يقدر موهبتها الأدبية ويشجعها، وكانت هي المرأة الوحيدة التي ينشر لها شيلر أعمالها في مجلة دي هورن Die Horen. وقد نشرت صوفي ميرو قصصا ومقالات عدة وقصائد وروايتين. بالإضافة إلى ذلك فقد كانت محررة للعديد من التقاويم الأدبية وكذلك مجلة كالاتيسكوس Kalathiskos. وقد قدمت أيضا صفا من الترجمات والتنقيحات من الفرنسية والإنجليزية والإيطالية، ومن بين تلك الترجمات ترجمة لعمل من أعمال جيوفاني بوكاتشيوس وهو «فياميتا» Fiammetta من الإيطالية.
وفي حين كانت ناجحة في عملها الأدبي، إلا أن صوفي ميرو لم يحالفها التوفيق في حياتها الزوجية. وقد أرادت أن تعيش مثل الرومانتيكية، وكانت تتوق للحب والحرية. وكانت لها علاقات وكان من بينهم فريدريش شليجل وكليمنس برينتانو. وبعد موت ابنها جوستاف في عامه السادس قررت الانفصال عن زوجها في عام 1801 في دوقية زاكسن فايمار. وبعد الطلاق بدأت حياة جدية مع ابنتها، وكانت تتعيش من ريع أعمالها الأدبية مما وفر لها استقلالا ماليا. وبعد أن حملت من كليمنس برينتانو تزوجته في عام 1803. وقد حملت منه بعد ذلك ثلاث مرات. وقد شعرت صوفي جراء غيرة زوجها الحادة ورغبة امتلاكه لها بأنها مقيدة في فترة ما. وقد كتبت صوفي لإحدى صديقاتها تصف حياتها مع كليمنس برينتانو بأنها تحوي الجنة والنار معا غير أن النار هي الطاغية. إلا أن ذلك تغير بمرور الوقت وصارت تربط الاثنين علاقة تعاون في الأعمال الأدبية أو في بعض الترجمات.
وقد توفيت صوفي برينتانو في عام 1806 عن عمر يناهز السادسة والثلاثين عاما.

## من أعمالها
بجانب كتابتها للعديد من القصائد فقد كتبت صوفي ميرو روايتين تحملان ملامح من سيرتها الذاتية هما: «سن الشعور الزاهي» Das Blüthenalter der Empfindung في عام 1794 ورواية «أماندا وإدوراد» Amanda und Eduard في عام 1803.